# 로드니 이스트먼
로드니 이스트먼(Rodney Eastman, 1967년 7월 20일 ~ )은 캐나다의 배우, 음악가이다.
몬트리올에서 태어났다.

## 출연 작품
- 카모플라쥬 (2014년)
- 익스트랙티드 (2012년) - 에릭 역
- 더 블랙 벨 (2010년)
- 스포크 (2010년)
- 제이니 존스 (2010년) - 빌리 역
- 네 무덤에 침을 뱉어라 (2010년) - 앤디 역
- 픽스 (2008년)
- 룰 오브 쓰리 (2008년)
- 콘 익스프레스 (2002년)
- 케이브맨 (2001년)
- Sand (2000) - 베이커 역
- 더 댄서 (2000년)
- 클럽랜드 (1999년)
- 투어리스트 트랩 (1998년)
- 섹스의 반대말 (1998년)
- 흑전사 블랙 엔젤 (1991년)
- 자유시대 (1991년)
- 나이트메어 4 - 꿈의 지배자 (1988년)
- 나이트메어 3 - 꿈의 전사 (1987년) - 조셉 조이 크루셀 역
- 킬보트 (1986년)

### 텔레비전
- 천사 조나단 (1987)
- SOS 해상 구조대 (1990)
- 닥터 슬론 (1993, 1995)
- 바빌론 5 (1994)
- 천사의 손길 (1994)
- 제시카의 추리극장 (1994)
- 시빌 (1995)
- ER (1996)
- 레니게이드 (1996)
- 밀레니엄 (1997)
- 파티 오브 파이브 (1998)
- 멜로즈 플레이스 (1999)
- 뉴욕경찰 24시 (2000)
- 엑스파일 (2000)
- CSI: 과학수사대 (2001, 2015)
- CSI: 뉴욕 (2006)
- 콜드 케이스 (2006)
- 크로싱 조던 (2007)
- 세이빙 그레이스 (2007)
- 크리미널 마인드 (2007)
- 멘탈리스트 (2009)
- 탐정 몽크 (2009)
- 리졸리 앤 아일스 (2010)
- 본즈 (2011)
- NCIS (2013)
- 롱마이어 (2014)
- NCIS: 로스앤젤레스 (2015)